# Tossal del Forneret
El Tossal del Forneret és una muntanya de 157 metres que es troba al municipi de Torres de Segre, a la comarca catalana del Segrià.